# アセツル酸
アセツル酸 (Aceturic acid) またはN-アセチルグリシン (N-acetylglycine) は、アミノ酸のグリシンの誘導体である。塩またはエステルはaceturatesと呼ばれる。

## 合成
アセツル酸はグリシンを微量過剰量の無水酢酸とベンゼン中で加温するか、等モル量の無水酢酸と氷酢酸中で加温して合成する。